# Экозона
Экозона, царство, биогеографическая зона — единица биогеографического разделения поверхности Земли высочайшего уровня, основанная на историческом и эволюционном распределении картины распространения растений и животных. Экозоны представляют крупные участки земной поверхности, где флора и фауна развивалась в относительной изоляции в течение длительного периода времени, отделенные друг от друга крупными чертами рельефа, такими как океан и, большие пустыне или горные хребты, создававших барьеры миграции животных и растений. Экозоны соответствуют флористическому районированию в ботанике или зоогеографическим регионам в зоологии. Иными словами, они представляют собой растения и животных в пределах региона, отделенного географическими барьерами.
Экозоны характеризуются особой эволюционной историей растений и животных, обитающих в их пределах. Как правило, внутри экозоны флора и фауна характеризуются определённой однородностью. Биомы характеризуются обликом климаксовой растительности независимо от эволюционного происхождения некоторых видов животных и растений. Каждая экозона может содержать большое число разнообразных биом. Тропические дождевые леса Центральной Америки, например, могут быть похожими на тропические дождевые леса Новой Гвинеи по характеру растительности, климату, грунтов, и т. д., однако эти леса населены растениями и животными, имеющими разное эволюционное происхождение.
Картины распространения животных и растений по экозонам Земли во многом определяются тектоникой плит, то есть распространением масс суши.
Сам термин «экозона» является относительно недавним понятием, вместо которого в том же смысле традиционно использовались термины «царство», «регион», «биогеографическая зона» и другие.

## Экозоны по классификации WWF

Карта шести из восьми экозон мира:
Неарктика
Палеарктика
Афротропика
Индомалайская зона
Австралазия
Неотропики
Океания и Антарктика экозоны не показаны

Экозоны основаны преимущественно на биогеографических районах по определению Pielou (1979) и Удварди (1975). Группа биологов, работающих во Всемирном фонде дикой природы (WWF), разработали систему из восьми экозон в рамках классификации 800 сухопутных экорегионов.
- Неарктика — 22,9 млн км² (включает большую часть Северной Америки)
- Палеарктика — 54,1 млн км² (включает большую часть Евразии и Северной Африки)
- Афротропика — 22,1 млн км² (включает Африку южнее Сахары)
- Индомалайская зона — 7,5 млн км² (включает Афганистан, Пакистан, полуостров Индостан и Юго-Восточную Азию)
- Австралазия — 7,7 млн км² (включает Австралию, Новую Гвинею и близлежащие острова). Северной границей этой зоны является Линия Уоллеса.
- Неотропики — 19,0 млн км² (включает Южную Америку и Вест-Индию)
- Океания — 1,0 млн км² (включает Полинезию, Фиджи и Микронезию)
- Антарктика — 0,3 млн км² (включает Антарктику).

Схема WWF в целом подобна другому распространённому разделению, системе Удварди, главным отличием между ними является отделение Австралазийской экозоны от Антарктической, Океанийской и Индомалайской экозон. По системе WWF, Австралазийская экозона включает Австралию, Тасманию, острова Уоллесия (Валласеа), Новая Гвинея, Восточные Меланезийские острова, острова Новая Каледония и Новая Зеландия. По системе Удварди, Австралазийская экозона включает только Австралию и Тасманию, Уоллесия относится к Индомалайской экозоне, Новая Гвинея и Новая Каледония к Океанийской, Новая Зеландия к Антарктической.